# Youth Runs Wild
Youth Runs Wild is een Amerikaanse dramafilm uit 1944 onder regie van Mark Robson.

## Verhaal
Tijdens de oorlog groeien jongeren op zonder leiding, omdat hun ouders vechten aan het front of de gehele dag van huis zijn om te werken in fabrieken. Jeugdcriminaliteit wordt daardoor een steeds groter maatschappelijk probleem. Wanneer de gewonde soldaat Danny Hauser terugkeert van de oorlog, worden zijn vrouw en hij verantwoordelijk voor drie baldadige jongens. De rechter heeft hen in het gezin van Harry geplaatst, nadat ze werden veroordeeld wegens vandalisme. Hij moet de drie jongens op het rechte pad houden.

## Rolverdeling
| Acteur            | Personage       |
| ----------------- | --------------- |
| Bonita Granville  | Toddy Jones     |
| Kent Smith        | Danny Coates    |
| Jean Brooks       | Mary Coates     |
| Glen Vernon       | Frankie Hauser  |
| Vanessa Brown     | Sarah Taylor    |
| Ben Bard          | Mijnheer Taylor |
| Mary Servoss      | Cora Hauser     |
| Arthur Shields    | Mijnheer Dunlop |
| Lawrence Tierney  | Larry Duncan    |
| Dickie Moore      | Georgie Dunlop  |
| Johnny Walsh      | Herb Vigero     |
| Rod Rodgers       | Rocky           |
| Elizabeth Russell | Mabel Taylor    |